# Çarxı
Çarxı è un comune dell'Azerbaigian situato nel distretto di Xaçmaz. Conta una popolazione di 2 900 abitanti.